# Trofeo de Campeones de la Liga Profesional de 2020
O Troféu de Campeões da Liga Profissional de Futebol de 2020 (oficialmente o Trofeo de Campeones Binance 2020 por motivos de patrocínio) é a primeira edição adiada do Trofeo de Campeones de la Liga Profesional, uma partida anual de futebol disputada pelos vencedores da Superliga Argentina e da Copa da Liga Profissional, semelhante ao extinto Trofeo de Campeones de la Superliga Argentina.
Como o Boca Juniors venceu as duas competições classificatórias, Superliga Argentina de 2019–20 e Copa da LPF de 2020, River Plate e Banfield (vices-campeões das competições mencionadas) disputaram uma semifinal, em 22 de fevereiro de 2023, para definir o rival do Boca Juniors. O River Plate derrotou o Banfield por 3–2.
A final será disputada em data a ser definida em 2023, no Estádio Mario Alberto Kempes em Córdoba, entre Boca Juniors e River Plate.

## Participantes
| Clube        | Modo de qualificação                                               | Participação(ões) anterior(es) |
| ------------ | ------------------------------------------------------------------ | ------------------------------ |
| Boca Juniors | Campeão da Superliga Argentina de 2019–20 e da Copa da LPF de 2020 | 2022                           |
| River Plate  | Vice-campeão da Superliga Argentina de 2019–20                     | 2021                           |
| Banfield     | Vice-campeão da Copa da LPF de 2020                                | (nenhuma)                      |

## Jogos

### Semifinal
| 22 de fevereiro de 2023 | Banfield                  | 2 — 3     | River Plate               | Córdoba                                                      |  |
| 21:00 UTC−3             | Chávez 52' · Bisanz 90+1' | Relatório | Simón 6', 43' · Borja 64' | Estádio: Estádio Mario Alberto Kempes Árbitro: Facundo Tello |  |

### Final
| A definir       | Boca Juniors | v | River Plate | Córdoba                                                  |  |
| A definir UTC−3 |              |   |             | Estádio: Estádio Mario Alberto Kempes Árbitro: A definir |  |